# Biscayabukten

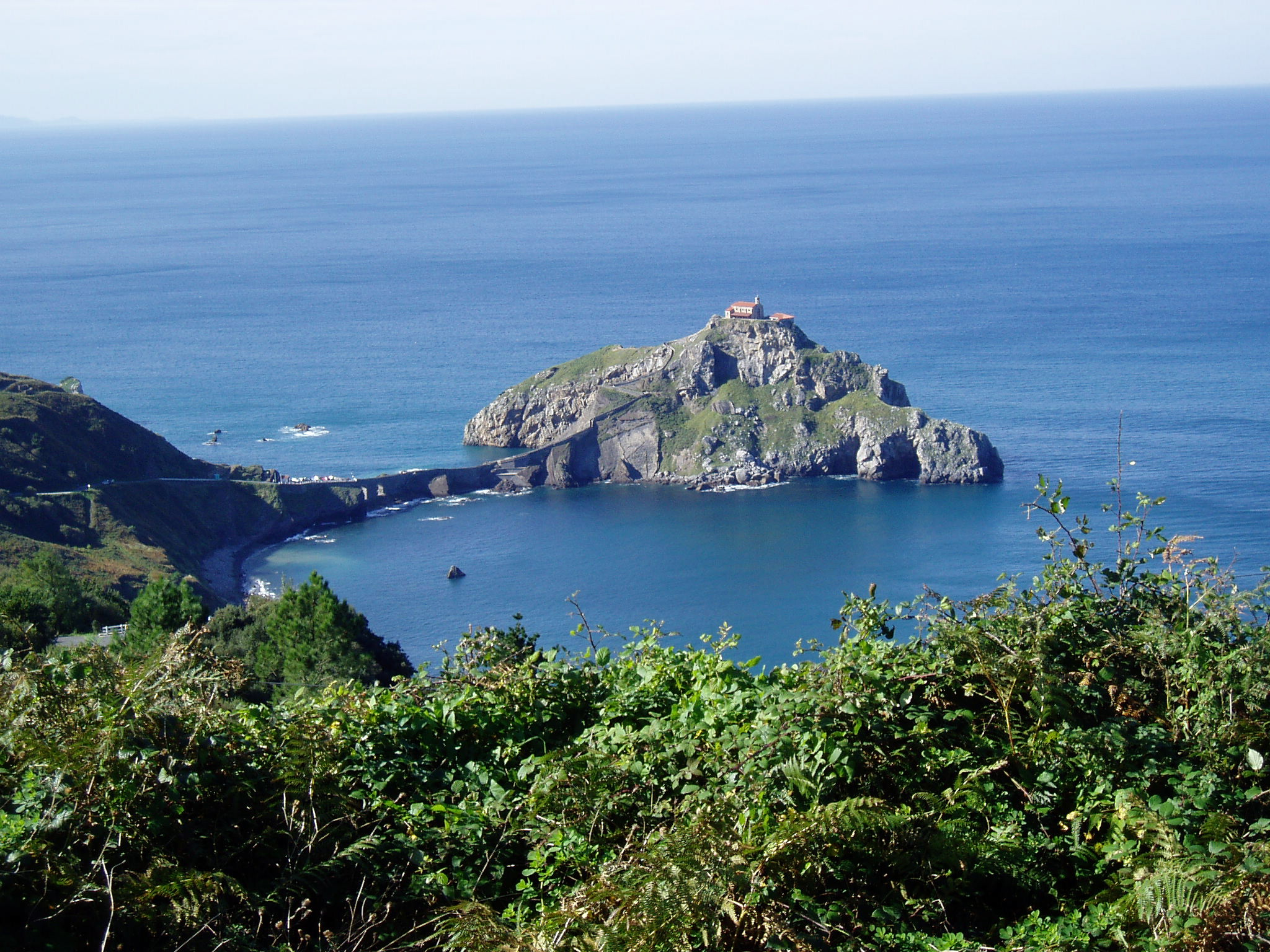
Biscayabukten vid ön Gaztelugatxe.

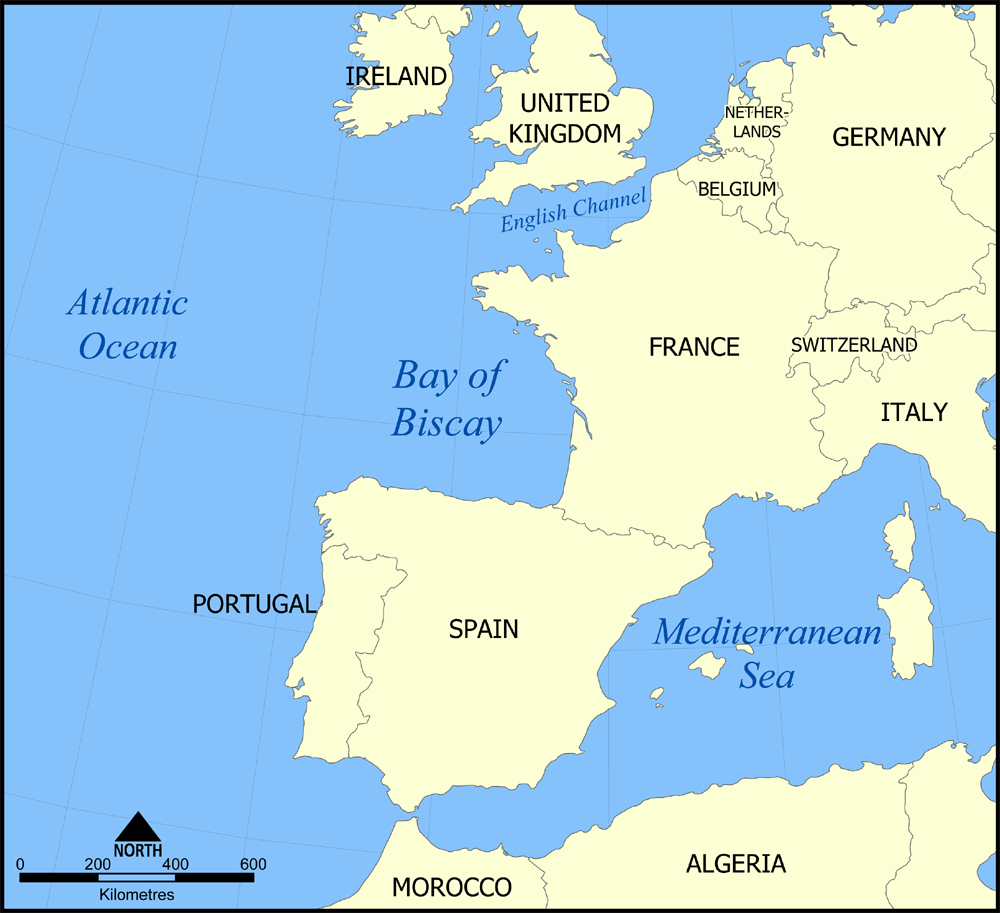
Karta över Västeuropa med Biscayabukten centrerad.

Djupförhållanden i Biscayabukten och Keltiska havet.

Biscayabukten (spanska: Golfo de Vizcaya eller Mar Cantábrico, franska: Golfe de Gascogne, baskiska: Bizkaiko Golkoa) är en bukt i norra Atlanten. Den ligger i hörnet mellan Frankrike och Spanien, och är namngiven efter den spanska provinsen Vizcaya.

## Namn
Biscayabukten går historiskt under olika namn. Bland annat kan förledet stavas Biskaya- eller Biskaja- på svenska. Även spanskans Vizcaya- och franskans Gascogne- förekommer. Utöver efterledet -bukten förekommer även -viken.
Namnlista
- Biscayabukten, Biskayabukten, Biskajabukten, Vizcayabukten
- Biscayaviken, Biskayaviken, Biskajaviken, Vizcayaviken
- Gascognebukten, Gascogneviken
- Franska bukten[4]
- Spanska sjön[5]

## Beskrivning
Utanför den spanska kusten stupar havsbotten till 2 000 meters djup redan nära land. Maximidjupet i bukten är 4 974 meter, ute på Biscayadjuphavsplatån. I öster går å andra sidan mycket av den kontinentala plattan långt ut i bukten, fördelat på Armorikanska shelfen och Akvitaniska shelfen längre söderut. Vid stormar kan långa vågor samla kraft från Atlanten och de växer sedan kraftigt i våghöjd och blir brantare då de når kontinentalsockeln, vilket är en förklaring till Biscayabuktens rykte inom sjöfarten.
Bilfärjorna från Portsmouth till Bilbao och från Plymouth till Santander tillhör de bästa sätten att se valar i europeiska vatten, och det finns ofta specialister ombord på dessa färjor. De bästa områdena är de som ligger över djupt vatten då kontinentalplattan lämnats bakom sig. I området finns också flera arter sjöfåglar.
De största floderna som mynnar ut på den franska kusten är Loire, Garonne, Dordogne, Charente och Adour, och på den spanska kusten Bidasoa, Nervion och Nalon.
Längs bukten ligger de franska städerna Brest, Nantes, La Rochelle, Bordeaux och Bayonne, och de spanska städerna San Sebastián, Bilbao, Santander och Gijón.